# Rollo Tomassi
George W. Miller (Los Angeles, 2 de abril de 1969), mais conhecido pelo seu pseudônimo Rollo Tomassi e intitulado como "Godfather of the Manosphere" (padrinho da manosfera), é um autor americano, além de atuar nas plataformas digitais como youtuber e podcaster.
Inicialmente, quando ainda trabalhava na indústria de bebidas alcoólicas, Miller publicou seu livro best-seller intitulado The Rational Male, que se tornou uma série devido à sua popularidade. Em seu canal no YouTube, Miller discute o comportamento humano e as interações no contexto dos relacionamentos e frequentemente aparece em podcasts nos quais promove seu livro e suas ideias.

## Biografia
Miller nasceu em 2 de abril de 1969 na cidade de Los Angeles, em Califórnia, e é formado em Belas Artes e Bacharelato em psicologia comportamental pela Universidade da Califórnia, que concluiu aos 30 anos de idade. Ele se casou em julho de 1996 e tem uma filha (nascida em 1998).

## Carreira
Miller trabalhou anteriormente na indústria de bebidas alcoólicas durante 25 anos, período no qual obteve "bons mentores".
Posteriormente, tornou-se um designer gráfico e decidiu usar o pseudônimo "Rollo Tomassi" para proteger sua família a princípio, tirando-o do filme Los Angeles Confidential de 1997. Com seu sucesso, ele se sentiu mais confortável com sua vida privada, tendo trabalhado com Robert Kiyosaki, Zuby e Mikhaila Peterson.
Após o sucesso de sua série de livros intitulada The Rational Male, Tomassi passou a atuar nas plataformas digitais como youtuber e podcaster. Ele fala frequentemente sobre casamento e como ele se tornou difícil na sociedade moderna.
Miller é conhecido por seu estudo do comportamento humano e seleção sexual, tendo um canal no YouTube onde publica análises de 3 a 4 horas sobre comportamento e interações no contexto dos relacionamentos — cujo canal na plataforma possui mais de 200 mil inscritos. Ele também se refere a si mesmo como o "Padrinho da Manosfera".
Após a ascensão de Andrew Tate à fama, Miller afirmou que as ideias promovidas por Tate são "derivadas de seus ensinamentos". No entanto, "Tate e outros 'distorceram' suas palavras".

## Obras publicadas
O livro mais vendido de Miller, The Rational Male, tornou-se uma coletânea de 4 livros devido à sua popularidade. Suas obras autorais são as seguintes:
- The Rational Male (2013)
- The Rational Male: Preventive Medicine (2015)
- The Rational Male: Positive Masculinity (2017)
- The Rational Male: Religion (2021)
- The Rational Male – The Players Handbook: A Red Pill Guide to Game (2022)